# Ісаково (Балезінський район)
Іса́ково (рос. Исаково) — присілок в Балезінському районі Удмуртії, Росія.

## Населення
Населення — 526 осіб (2010; 602 в 2002).
Національний склад станом на 2002 рік:
- удмурти — 95 %